# Recès de la Diète d'Empire de 1803

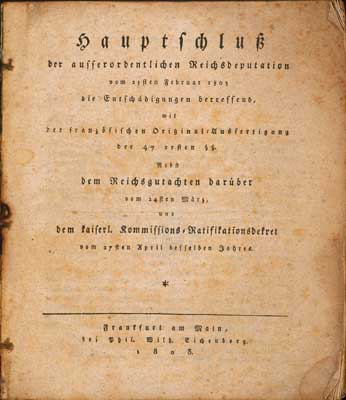
Première page du recès de la Diète d'Empire (25 février 1803).

Le recès de la Diète d'Empire de 1803 (en allemand : Reichsdeputationshauptschluss ou Hauptschluss der außerordentlichen Reichsdeputation) est une résolution (recès) de la dernière séance de la Diète d'Empire tenue le 25 février 1803 à Ratisbonne (électorat de Bavière). Le recès est le résultat des négociations de la députation extraordinaire de la Diète, conduites sous la médiation et sur les propositions de la France et de la Russie. La Diète l'approuve le 24 mars 1803 et l'empereur François II le ratifie le 27 avril suivant. 
Il est décidé, en vertu de l'accord entre la France et le Saint-Empire romain germanique de 1802 et en conséquence du traité de Lunéville, la sécularisation et la médiatisation des principautés ecclésiastiques afin de dédommager des princes allemands des terres au-delà du Rhin, perdues en faveur de la Première République française au cours des guerres de la Révolution française.
D'autres princes, qui ne possèdent pourtant rien sur la rive gauche du Rhin, obtiennent des avantages territoriaux. Pour plaire au tsar de Russie, le Premier consul Napoléon Bonaparte obtient que le duc d'Oldenbourg - cousin du tsar -  reçoive le nord-est de la principauté épiscopale de Münster. L'électorat de Brunswick-Lunebourg (ou Electorat de Hanovre), dont le titulaire est le roi Georges III du Royaume-Uni, s'agrandit de la principauté épiscopale d'Osnabrück.
Dans la mesure où les principautés ecclésiastiques disparaissent, ainsi que 45 villes libres sur 51, le recès d'Empire bouleverse le Saint-Empire romain germanique. Les princes sont indemnisés bien au-delà des pertes subies. Les souverains obtiennent l'autorisation de séculariser tous les biens d'Église se trouvant sur leur territoire. La puissance impériale s'en trouve fragilisée alors que la France renforce son influence sur le monde germanique en ayant joué la carte des États moyens et de la Prusse contre l'empereur. En revanche, le recès d'Empire mécontente gravement les chevaliers qui vont devenir de farouches opposants à Bonaparte.

## Contexte
L'article 7 du traité de Lunéville prévoit le « dédommagement » des « princes et États de l'Empire » qui « se trouvent particulièrement dépossédés, en tout ou en partie », par la « cession que fait l'Empire à la République française » et que, « en conformité des principes formellement établis au congrès de Rastatt, l'Empire est tenu de donner aux princes héréditaires qui se trouvent dépossédés à la rive gauche du Rhin, un dédommagement qui est pris dans le sein dudit Empire, suivant les arrangements qui, d'après ces bases, seront ultérieurement déterminés ».

## Négociation préalables
Cinq traités bipartites sont signés, à Paris :
- un traité signé le 23 mai 1802, entre la France et la Prusse, relatif aux indemnités de celle-ci ;
- un second traité signé le 23 mai 1802, entre la France et la Prusse, relatif aux réclamations de la maison d'Orange-Nassau ;
- un traité signé le 24 mai 1802, entre la France et la Bavière, relatif aux intérêts de celle-ci ;
- un traité signé le 3 juin 1802, entre la France et la Russie, par lequel celles-ci conviennent de se charger de la médiation pour le règlement des indemnités et dressent, à cet effet, un plan général destiné à être présenté à la Diète ;
- un traité signé le 20 juin 1802, entre la France et le Wurtemberg.

## Députation extraordinaire
Le 2 octobre 1801, la Diète d'Empire nomme la députation extraordinaire. Son avis est ratifié par l'empereur le 7 novembre suivant. Elle comprend quatre princes-électeurs — Mayence, Saxe, Bohème et Brandebourg — et quatre membres du collège des princes — Bavière, Wurtemberg, le grand-maître de l'ordre Teutonique et le landgraviat de Hesse-Cassel.
Le collège des villes d'Empire n'est pas représenté. La députation s'assemble le 24 août 1802. L'archevêque de Mayence y délègue le baron d'Albini, Franz Joseph von Albini (de) ; le roi de Bohème, de Schraut puis le comte de Coloredo-Mansfeld ; l'électeur de Saxe, de Globig ; l'électeur de Brandebourg, le comte de Gœrtz et Hœnliein ; le duc de Bavière, le baron de Rechberg et Rothenlœwen ; le grand-maître de l'ordre Teutonique, le baron de Nordegg-Rabenau ; le duc de Wurtemberg, le baron de Norman, suppléé, lors de la première séance, par le baron de Bühler ; et le landgraviat de Hesse-Cassel, de Gunterrode puis Starkloff.

## Princes-électeurs
Pour un article plus général, voir Prince-électeur.
Le nombre des princes-électeurs est porté de neuf à dix.
Deux archevêques perdent la qualité de prince-électeur :
- Le prince-archevêque de Cologne.
- Le prince-archevêque de Trèves.

L'archevêque de Mayence conserve sa qualité de prince-électeur ainsi que celle d'archichancelier. Mais le siège de l'électorat de Mayence est transféré à Ratisbonne.
Cinq princes laïques conservent la qualité de prince-électeur :
- Le roi de Bohême (par ailleurs empereur du Saint-Empire, archiduc d'Autriche, roi de Hongrie).
- Le duc de Bavière, comte palatin du Rhin (roi de Bavière en 1805).
- Le margrave de Brandebourg (par ailleurs roi de / en Prusse).
- Le duc de Brunswick-Lunebourg (dit aussi électeur de Hanovre ; roi de Hanovre en 1814 ; par ailleurs roi du Royaume-Uni).
- Le duc de Saxe (Wittemberg) (roi de Saxe en 1806).

Quatre autres princes laïques sont élevés au rang de prince-électeur :
- Le prince-archevêque de Salzbourg ; ci-devant grand-duc de Toscane (futur grand-duc de Wurtzbourg).
- Le margrave de Bade (grand-duc en 1806).
- Le duc de Wurtemberg (roi de Wurtemberg en 1805).
- Le landgrave de Hesse-Cassel (les landgraves affichent le titre électoral jusqu'en 1866, bien après la disparition du Saint-Empire en 1806).

## Collège des princes
Le nombre des sièges au collège des princes de la Diète est réduit à 131, à savoir :
| Ordre | Nom                                     | Antériorité | —                   | Prince                                          |
| ----- | --------------------------------------- | ----------- | ------------------- | ----------------------------------------------- |
| 1     | Autriche                                | —           | Bohême              | Empereur, en tant qu'archiduc d'Autriche        |
| 2     | Haute-Bavière                           | —           | Bavière             |                                                 |
| 3     | Styrie                                  | N           | Bohême              |                                                 |
| 4     | Magdebourg                              | —           | Brandebourg         | —                                               |
| 5     | Salzbourg                               | —           | Salzbourg           | —                                               |
| 6     | Basse-Bavière                           | N           | Bavière             | Électeur palatin, en tant que duc de Bavière    |
| 7     | Ratisbonne                              | —           | Ratisbonne          | —                                               |
| 8     | Soulzbach                               | N           | Bavière             | Électeur palatin, en tant que duc de Bavière    |
| 9     | Ordre teutonique                        | —           | —                   | —                                               |
| 10    | Neubourg                                | —           | Bavière             | —                                               |
| 11    | Barmberg                                | —           | Bavière             | —                                               |
| 12    | Brême                                   | —           | Brunswick-Lunebourg | —                                               |
| 13    | Misnie                                  | N           | Saxe                | —                                               |
| 14    | Berg                                    | N           | Bavière             | Électeur palatin, en tant que duc de Bavière    |
| 15    | Wurzbourg                               | —           | Bavière             | —                                               |
| 16    | Carinthie                               | N           | Bohême              | Empereur, en tant qu'archiduc d'Autriche        |
| 17    | Eichstätt                               | —           | Salzbourg           | —                                               |
| 18    | Saxe-Cobourg                            | —           | —                   | —                                               |
| 19    | Bruchsal                                | T           | Bade                | —                                               |
| 20    | Saxe-Gotha                              | —           | —                   | —                                               |
| 21    | Ettenheim                               | T           | Bade                | —                                               |
| 22    | Saxe-Altenbourg                         | —           | —                   | —                                               |
| 23    | Constance                               | —           | Bade                | —                                               |
| 24    | Saxe-Weimar                             | —           | —                   | —                                               |
| 25    | Augsbourg                               | —           | Bavière             | —                                               |
| 26    | Saxe-Eisenach                           | —           | —                   | —                                               |
| 27    | Hildesheim                              | —           | Brandebourg         | —                                               |
| 28    | Principauté de (Brandebourg-) Ansbach   | —           | Brandebourg         | —                                               |
| 29    | Principauté (héréditaire) de Paderborn  | —           | Brandebourg         | —                                               |
| 30    | Principauté de (Brandebourg-) Bayreuth  | —           | Brandebourg         | —                                               |
| 31    | Freising                                | —           | Bavière             | —                                               |
| 32    | Principauté de Brunswick-Wolfenbüttel   | —           | —                   | —                                               |
| 33    | Landgraviat de Thuringe                 | N           | —                   | —                                               |
| 34    | Brunswick-Lunebourg                     | —           | Brunswick-Lunebourg | —                                               |
| 35    | Passau                                  | —           | Bavière             | —                                               |
| 36    | Principauté de (Brunswick-) Calenberg   | —           | Brunswick-Lunebourg | —                                               |
| 37    | Principauté de Trente                   | —           | Bohême              | —                                               |
| 38    | Principauté de (Brunswick-) Grubenhagen | —           | Brunswick-Lunebourg | —                                               |
| 39    | Principauté de Brixen                   | —           | Bohême              | —                                               |
| 40    | Halberstadt                             | —           | Brandebourg         | —                                               |
| 41    | Duché de Carniole                       | N           | Bohême              | —                                               |
| 42    | Margraviat de Bade-Bade                 | —           | Bade                | —                                               |
| 43    | Wurtemberg-Teck                         | N           | Wurtemberg          | —                                               |
| 44    | Margraviat de Bade-Durlach              | —           | Bade                | —                                               |
| 45    | Osnabrück                               | —           | Brunswick-Lunebourg | —                                               |
| 46    | Verden                                  | —           | Brunswick-Lunebourg | —                                               |
| 47    | Principauté épiscopale de Münster       | —           | Brandebourg         | —                                               |
| 48    | Bade-Hachberg                           | —           | Bade                | —                                               |
| 49    | Principauté de Lübeck                   | —           | —                   | —                                               |
| 50    | Duché de Wurtemberg                     | —           | Wurtemberg          | —                                               |
| 51    | Hanau                                   | N           | Hesse               | Électeur de Hesse                               |
| 52    | Holstein-Glückstadt                     | —           | —                   | —                                               |
| 53    | Fulde                                   | —           | —                   | —                                               |
| 54    | Holstein-Oldenbourg                     | —           | —                   | —                                               |
| 55    | Kempten                                 | —           | Bavière             | —                                               |
| 56    | Mecklembourg-Schwerin                   | —           | —                   | —                                               |
| 57    | Elwangen                                | —           | Wurtemberg          | —                                               |
| 58    | Mecklembourg-Güstrow                    | —           | —                   | —                                               |
| 59    | Ordre de Saint-Jean de Jérusalem        | —           | —                   | —                                               |
| 60    | Hesse-Darmstadt                         | —           | —                   | —                                               |
| 61    | Berchtolsgaden                          | —           | Salzbourg           | —                                               |
| 62    | Landgraviat de Hesse-Cassel             | —           | Hesse               | —                                               |
| 63    | Westphalie                              | N           | —                   | —                                               |
| 64    | Poméranie citérieure                    | —           | —                   | —                                               |
| 65    | Holstein-Plœn                           | N           | —                   | —                                               |
| 66    | Poméranie ultérieure                    | —           | Brandebourg         | —                                               |
| 67    | Brisgau                                 | N           | —                   | Duc de Modène                                   |
| 68    | Duché de Saxe-Lauenbourg                | —           | Brunswick-Lunebourg | —                                               |
| 69    | Corvey                                  | —           | —                   | —                                               |
| 70    | Principauté de Minden                   | —           | Brandebourg         | —                                               |
| 71    | Misnie                                  | N           | Saxe                | —                                               |
| 72    | Leuchtenberg                            | —           | Bavière             | —                                               |
| 73    | Anhalt                                  | —           | —                   | —                                               |
| 74    | Saxe-Henneberg                          | —           | —                   | —                                               |
| 75    | Schwerin                                | —           | —                   | —                                               |
| 76    | Camin                                   | —           | Brandebourg         | —                                               |
| 77    | Principauté de Ratzebourg               | —           | —                   | —                                               |
| 78    | Hirschfeld                              | —           | Hesse               | —                                               |
| 79    | Tyrol                                   | N           | Bohême              | Empereur, en tant qu'archiduc d'Autriche        |
| 80    | Tübingen                                | N           | Wurtemberg          | —                                               |
| 81    | Querfurt                                | N           | Saxe                | —                                               |
| 82    | Arenberg                                | T           | —                   | —                                               |
| 83    | Hohenzollern-Hechingen                  | —           | —                   | —                                               |
| 84    | Fritzlar                                | N           | Hesse               | Électeur de Hesse                               |
| 85    | Lobkowitz                               | —           | —                   | —                                               |
| 86    | Salm-Salm                               | —           | —                   | —                                               |
| 87    | Dietrichtein                            | —           | —                   | —                                               |
| 88    | Nassau-Hadamar                          | —           | —                   | —                                               |
| 89    | Zwiefalten                              | N           | Wurtemberg          | —                                               |
| 90    | Nassau-Dillenbourg                      | —           | —                   | —                                               |
| 91    | Auersberg                               | —           | —                   | —                                               |
| 92    | Starckenbourg                           | N           | —                   | —                                               |
| 93    | Frise orientale                         | —           | Brandebourg         | —                                               |
| 94    | Fürstenberg                             | —           | —                   | —                                               |
| 95    | Schwarzenberg                           | —           | —                   | —                                               |
| 96    | Gottingen                               | N           | Brunswick-Lunebourg | —                                               |
| 97    | Mindelheim                              | N           | Bavière             | Électeur palatin, en tant que duc de Bavière    |
| 98    | Liechtenstein                           | —           | —                   | —                                               |
| 99    | Tour et Taxis                           | —           | —                   | —                                               |
| 100   | Schwarzbourg                            | —           | —                   | —                                               |
| 101   | Landgraviat d'Ortenau                   | N           | —                   | Duc de Modène                                   |
| 102   | Aschaffenbourg                          | N           | Ratisbonne          | Électeur-archichancelier                        |
| 103   | Elschsfeld                              | N           | Brandebourg         | Roi de Prusse, en tant que duc de Magdebourg    |
| 104   | Blankenbourg                            | N           | —                   | —                                               |
| 105   | Stagard                                 | N           | —                   | Duc de Mecklembourg-Strelitz                    |
| 106   | Erfurth                                 | N           | Brandebourg         | Roi de Prusse, en tant que duc de Magdebourg    |
| 107   | Nassau-Usingen                          | N           | —                   | Prince de Nassau-Usingen                        |
| 108   | Nassau-Weilbourg                        | N           | —                   | Prince de Nassau-Weilbourg                      |
| 109   | Hohenzollern-Sigmaringen                | N           | —                   | Prince de Hohenzollern-Sigmaringen              |
| 110   | Salm-Kyrbourg                           | N           | —                   | Prince de Salm-Kyrbourg                         |
| 111   | Furstenberg-Baar et Stuhlingen          | N           | —                   | Prince de Fustenberg                            |
| 112   | Schwarzenberg-Klettgau                  | N           | —                   | Prince de Schwarzenberg                         |
| 113   | Tour et Taxis / Buchau                  | N           | —                   | Prince de Tour et Taxis                         |
| 114   | Waldeck                                 | N           | —                   | Prince de Waldeck                               |
| 115   | Löwenstein-Wertheim                     | N           | —                   | Prince de Löwenstein-Wertheim                   |
| 116   | Œttingen-Spielberg                      | N           | —                   | Prince d'Œttingen-Spielberg                     |
| 117   | Œttingen-Wallerstein                    | N           | —                   | Prince d'Œttingen-Wallerstein                   |
| 118   | Solms-Braunfels                         | N           | —                   | Prince de Solms-Braunfels                       |
| 119   | Hohenlohe-Neuenstein                    | N           | —                   | Prince de Hohenlohe-Neuenstein                  |
| 120   | Hohenlohe-Waldenbourg-Schillingsfurst   | N           | —                   | Prince de Hohenlohe-Waldenbourg-Schillingsfurst |
| 121   | Hohenlohe-Waldenbourg-Bartenstein       | N           | —                   | Prince de Hohenlohe-Waldenbourg-Bartenstein     |
| 122   | Isembourg-Bierstein                     | N           | —                   | Prince d'Isembourg-Bierstein                    |
| 123   | Kaunitz-Rittberg                        | N           | —                   | Prince de Kaunitz                               |
| 124   | Reuss-Plauen-Greiz                      | N           | —                   | Prince de Reuss-Plauen-Greiz                    |
| 125   | Ligange                                 | N           | —                   | Prince de Linange                               |
| 126   | Ligne (Edelstetten)                     | N           | —                   | Prince de Ligne                                 |
| 127   | Looz (Wolbeck)                          | N           | —                   | Duc de Looz                                     |
| 128   | Comtes de Souabe                        | —           | —                   | —                                               |
| 129   | Comtes de Wettéravie                    | —           | —                   | —                                               |
| 130   | Comtes de Franconie                     | —           | —                   | —                                               |
| 131   | Comtes de Westphalie                    | —           | —                   | —                                               |

- N : voix créées

## Villes d'Empire
Les villes d'Empire suivantes sont abolies :
| - Aix-la-Chapelle - Aalen - Augsbourg - Biberach - Bopfingen - Buchau - Buchhorn - Cologne - Dinkelsbühl (de) - Dortmund (nl) - Esslingen - Francfort - Friedberg (de) - Gengenbach (nl) - Giengen - Goslar | - Heilbronn (nl) - Isny - Kaufbeuren (nl) - Kempten (en) - Leutkirch - Lindau (nl) - Memmingen - Mühlhausen (de) - Nordhausen - Norlingue - Nuremberg (en) - Offenbourg - Pfullendorf - Ravensbourg - Ratisbonne - Reutlingen | - Rothenburg - Rottweil (nl) - Schwäbisch Gmünd - Schwäbisch Hall - Schweinfurt - Spire - Überlingen - Ulm (en) - Wangen - Weil der Stadt (nl) - Weißenburg am Nordgau - Wetzlar - Wimpfen (nl) - Windsheim - Worms (de) - Zell |

Les six villes d'Empire suivantes sont maintenues :
- Augsbourg (abolie en 1805)
- Brême
- Francfort (abolie en 1866)
- Hambourg
- Lübeck (abolie en 1937)
- Nuremberg (abolie en 1806)

## Modifications territoriales

### Électorat de Bavière
La maison de Wittelsbach est la plus touchée par l'annexion de la rive gauche du Rhin si bien que l'électorat de Bavière reçoit en compensation :
- les possessions des branches de :
  - Palatinat-Neubourg,
  - Palatinat-Soulzbach,
- les principautés ecclésiastiques de :
  - Wurtzbourg,
  - Augsbourg,
  - Bamberg,
- les villes libres de :
  - Ulm,
  - Kaufbeuren,
  - Memmingen,
  - Rothenburg ob der Tauber.

L'électeur de Bavière, membre de la confédération du Rhin, obtiendra de Napoléon l'érection de son électorat en royaume de Bavière (1806).

### Nassau
Le duché de Nassau obtient :
- une partie de l’électorat de Mayence ;
- de l'électorat de Cologne ;
- et de électorat de Trèves ;
- l'évêché de Fulda ;
- le comté de Sayn ;
- la ville libre de Solms.

### Hesse-Darmstadt et Bade
- Le landgraviat de Hesse-Darmstadt obtient :
  - le duché de Westphalie ;
  - la ville libre de Friedberg ;
  - Umstadt.

Le landgraviat de Hesse-Darmstadt sera érigé, en 1806, en grand-duché de Hesse et du Rhin.
- Le margraviat de Bade obtient :
  - une partie de la principauté épiscopale de Strasbourg et de la principauté épiscopale de Spire ;
  - les villes impériales de Zell, Wimpfen et Offenburg.

### Duché de Wurtemberg
Devenu électorat de Wurtemberg, il obtient :
- les villes impériales de 
  - Rottweil ;
  - Reutlingen ;
  - Esslingen ;
  - Heilbronn ;
  - Gmünd ;
  - Aalen ;
  - Hall

et nombre d'autres villes impériales dans le sud-ouest allemand ;
- la principauté ecclésiastique de Ellwangen.

L'électorat duché sera érigé, en 1806, en royaume de Wurtemberg (le Wurtemberg profite de ses alliances matrimoniales : l'électrice est la sœur du roi d'Angleterre et la tsarine est la sœur de l'électeur).

### Prusse
Le royaume de Prusse est largement indemnisé en obtenant
- l'évêché de Hildesheim ;
- l'évêché de Paderborn ;
- l'est de la principauté épiscopale de Münster ;
- l'Eichsfeld et la ville d'Erfurt ;
- la partie occidentale de la ville impériale de Nuremberg.

### Duché d’Aremberg
Louis-Engelbert, duc d'Aremberg, dont l'ensemble des territoires était situé sur la rive gauche du Rhin, perdit l'essentiel de ses possessions. En exécution de l’article 7 de la résolution, il lui fut assigné, à titre d’indemnité, le comté de Recklinghausen, qui faisait partie de l’électorat de Cologne, et le bailliage de Meppen, dépendant de l’ancienne principauté épiscopale de Münster. Ces deux pays, dont la population était d’environ soixante et dix mille âmes, furent érigés en duché d'Arenberg-Meppen.